# Mamut-barlang Nemzeti Park
A Kentucky államban fekvő, 212 km2 területű Mamut-barlang Nemzeti Parkban található karsztvidék rejti a világ legnagyobb ismert barlangrendszerét. Már eddig is 680 km összhosszúságú járatot fedeztek fel, és még mindig vannak ismeretlen, akár több száz kilométeres folyosók. A járatok tekintélyes méretű termekben öblösödnek ki, amelyekben föld alatti tavak, néhol zuhatagok találhatók. A barlangrendszert két föld alatti folyó is keresztezi.
A barlangrendszer keletkezéséhez rendkívül jók voltak a felszíni feltételek, ugyanis a területre jellemző bő csapadék elegendő mennyiségű szivárgó vizet szolgáltatott, a sűrű növényzet pedig a karsztosodáshoz szükséges szén-dioxidot. A barlangok fölött a vizet könnyen áteresztő kvarchomokréteg, alattuk pedig vízzáró márgaréteg található, amely a felszínalatti vizeket összegyűjti és a felszíni forrásokba vezeti.
Így a barlangokban a könnyen oldódó mészkő csodálatos cseppköveket hozott létre, de emellett találhatóak itt különös gipszképződmények, „rózsák” is, amelyek vas-szulfidból és mészkőből jöttek létre. De a barlangrendszer különös jelentőségét a nagy fajgazdagság adja: több mint 200 állatfaj él a sötétség birodalmában. Közülük a denevérek aludni járnak ide, de a barlangokban több millió év alatt kialakultak azok a fajok, amelyek egész életüket itt töltik. Ilyenek a különböző vakhalak, amelyeknek a látószerve teljesen elcsökevényesedett, s szaglásuk és az áramlások segítségével tájékozódnak. A felszínen a területet tölgyek és hikorifák borítják, s az erdőkben szarvasok, vadpulykák és kanadai hódok élnek.